# Hodejov (hrad)
Hodejov (též Hodejovský hrad) je zaniklý hrad ve správním území stejnojmenné obce v okrese Rimavská Sobota v Banskobystrickém kraji na Slovensku. Nachází se tufovém návrší nad západním okrajem vesnice. Hrad byl založen ve třináctém století. Po většinu své existence sloužil jako vrchnostenské sídlo. Zanikl ve druhé polovině šestnáctého století pod dobytí Turky. Velká část hradu byla zcela zničena v důsledku činnosti kamenolomu. Dochovala se část předhradí, poškozená těžbou kamene a jinými novodobými zásahy. Pozůstatky hradu jsou chráněny jako národní kulturní památka.

## Historie
Na strmém vrchu na západním okraji Hodejova existovalo sídliště už v pravěku a raném středověku. V roce 1962 byla při záchranném archeologickém výzkumu v doložena přítomnost neolitické bukovohorské a badenské kultury a pozdější přítomnost kultury laténské. Zejména osídlení bukovohorskou kulturou se soustředilo na vrcholu kopce. Využívání kopce v době bronzové dokládá depot bronzových předmětů.
První písemná zmínka o hradu pochází z roku 1281, kdy se pod ním střetla vojska krále Ladislava IV. a odbojného palatina Finta. Zakladatelem hradu mohli být příslušníci šlechtického rodu Ratoldů (Ratót), ale podle listiny z roku 1308 mohl být hodejovský hrad také královským založením.
Roku 1342 se po hradě psal Petr Ratold Hodejovský a na začátku patnáctého století hrad patřil Jiřímu z Jelšavy. Po smrti krále Zikmunda nastalo období častých změn majitelů. Nejprve hrad roku 1438 obsadil Fridrich Ostrožský, ale následujícího roku byl donucen Jiřím ze Širkovců hrad vydat. V roce 1441 byl hradním pánem Michal Országh. Krátce poté se držiteli stali členové rodu Lórándfy. Roku 1443 se hrad ubránil podporovatelům Jana Jiskry z Brandýsa, kterým se ho podařilo na krátkou dobu obsadit v polovině patnáctého století.
Od začátku šestnáctého století Hodejov patřil Ladislavu Kubinyiovi a jeho potomkům. Ti v polovině šestnáctého století realizovali náročnou přestavbu, doloženou letopočtem 1552, uvedeným v kartuši v nadpraží zaniklé brány. V roce 1560 se jim podařilo hrad, i přes zastaralé opevnění, ubránit před osmanským vojskem. Turci hrad dobyli, podle tradice, v roce 1571 a pobořili ho. V následujících staletích hrad sloužil jako zdroj snadno dostupného stavebního materiálu a později podstatná část zcela zanikla kvůli těžbě tufu. Skála s hradním jádrem byla odtěžena do roku 1956.

## Stavební podoba

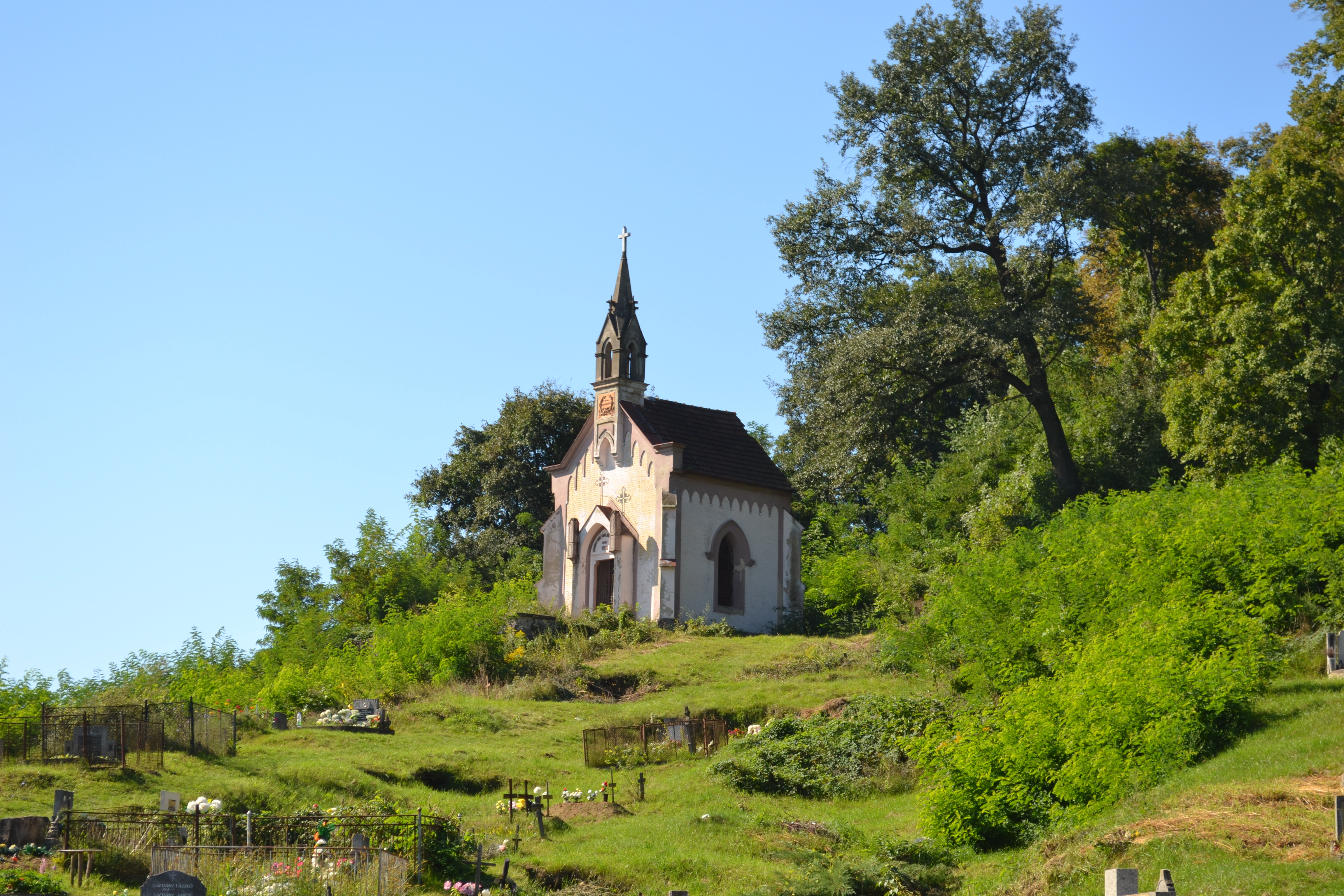
Kaple ve svahu pod hradem

Dvoudílný hrad stával na vrcholu strmého návrší. Předhradí mělo oválný půdorys s původními rozměry 95 × 57 metrů, z něhož se dochovala část o velikosti 57 × 57 metrů. Přístupová cesta k němu obcházela hrad a do předhradí vstupovala od jihu, přibližně v místech, kde se předhradí napojovalo na hradní jádro. Kontrolu cesty na severovýchodní straně snad umožňovala půlkruhová, téměř zcela zaniklá bašta. Zcela zaniklé hradní jádro navazovalo na západní stranu předhradí. Mělo pravděpodobně polygonální půdorys s rozměry okolo 45 × 30 metrů. Tloušťka obvodové zdi se pohybovala okolo tří metrů. Ačkoliv se údaje o zástavbě jádra nedochovaly, půdorys a charakter obvodové hradby naznačují jeho souvislost s hrady s plášťovou zdí.
Terénní nerovnosti v předhradí jsou většinou relikty těžby kamene. V jeho prostoru stojí retranslační stanice a ve svahu pod ním se nachází novogotická kaple.